# Röhrischhof
Röhrischhof  ist ein Gemeindeteil des Marktes Schnaittach im Landkreis Nürnberger Land (Mittelfranken, Bayern). Röhrischhof liegt in der Gemarkung Großbellhofen.

## Lage
Die Einöde liegt im Röttenbachtal südöstlich des Bubenbergs (397 m ü. NHN). Ein Anliegerweg führt 0,2 km östlich zu einer Gemeindeverbindungsstraße, die nach Freiröttenbach (1,2 km nördlich) bzw. an Weigensdorf vorbei nach Großbellhofen zur Staatsstraße 2236 verläuft (1,8 km südlich).

## Geschichte
Mit dem Gemeindeedikt wurde Röhrischhof im Jahr 1808 dem Steuerdistrikt Germersberg und der Ruralgemeinde Germersberg zugewiesen. Mit dem Zweiten Gemeindeedikt (1818) kam der Ort zur neu gebildeten Ruralgemeinde Großbellhofen. Im Zuge der Gebietsreform in Bayern wurde Röhrischhof am 1. Juli 1971 nach Schnaittach eingemeindet.